# 阿維森納灣
64°26′S 62°23′W / 64.433°S 62.383°W
阿維森納灣（英語：Avicenna Bay）是南極洲的海灣，位於帕默群島的布拉班特島東部，處於杜塞爾角西南面2.4公里，由比利時探險隊繪入地圖，現時由南極條約體系管理。